# Staurocladia charcoti
Staurocladia charcoti is een hydroïdpoliep uit de familie Cladonematidae. De poliep komt uit het geslacht Staurocladia. Staurocladia charcoti werd in 1908 voor het eerst wetenschappelijk beschreven door Bedot. 